# Георгій (ерістав Імереті)
Георгій I (груз. ბაგრატ ერისთავი; д/н — 1372) — еріставі Імереті у 1389—1392 роках.

## Життєпис
Походив з династії Багратіоні. Другий син Баграта, еріставі Шорапані, і донька Кваркваре I Джакелі, атабека Самцхе. Відомостей про Георгія обмаль. 
1389 року після смерті брата Олександра спробував зберегти владу і царський титул, але під тиском царя Баграта V відмовився від титулу та визнав зверхність останнього. Натомість був визнаний як еріставі Імереті.
Невдовзі стикнувся з непокорою князів Гурії і Менгрелії. 1390 року домігся обрання католікосом Абхазії, що перебував в Кутиаїсі, свого прихильника Арсена. 1392 року виступив проти повсталого Вамеха I Дадіані, князя Менгрелії, але зазнав нищівної поразки й загинув у битві. Еріставство було окуповано Грузією.